# Joel Silver
Pour les articles homonymes, voir Silver.
 (mars 2023).
Si vous disposez d'ouvrages ou d'articles de référence ou si vous connaissez des sites web de qualité traitant du thème abordé ici, merci de compléter l'article en donnant les références utiles à sa vérifiabilité et en les liant à la section « Notes et références ».
Joel Silver est un producteur de cinéma américain né le 14 juillet 1952 à South Orange, dans le New Jersey.

## Biographie
Joel Silver fréquente les Columbia Highschool à Maplewood, New Jersey et Northfield Mount Hermon School, où il inventa le sport Ultimate Frisbee. En 1970, il intègre le Lafayette College, où il forma la première équipe d'Ultimate. Il finit ses études à la New York University's Tisch School of the Arts.
Après l'université, il travaille chez Lawrence Gordon Pictures, où il produit son premier film comme producteur associé en 1979 (Les Guerriers de la nuit). Il devient, plus tard, président du département "dessin animé / animation" de chez Gordon Pictures. Avec Gordon, Silver produit 48 heures (1982), et Les Rues de feu (1984).
En 1985, il fonde Silver Pictures et produit des films d'action à gros budget tels que Commando, Predator, Die Hard, L'Arme fatale, et Le Dernier Samaritain. Shane Black, scénariste des deux dernières œuvres citées précédemment, aurait eu carte blanche pour réaliser son premier long métrage Kiss Kiss Bang Bang, car Silver l'estimait responsable du succès des dernières œuvres.
Fan de Frank Lloyd Wright, en 1984 il achète la Wright-designed Storer House à West Hollywood qui devient le logo de Silver Pictures. Il est d'ailleurs connu pour acheter toutes les maisons dont le design a été fait par Wright.
En 1998, il crée avec Gilbert Adler (en) et Robert Zemeckis, la société de Dark Castle Entertainment. Elle sera revendue en 2015.
Avec Jerry Bruckheimer, Joel Silver fait partie des producteurs qui ont réinventé le film d'action. Cela est certainement dû à sa sélection de réalisateurs audacieux et d'acteurs au charisme musclé, qui resteront à jamais des références du cinéma d'action : Bruce Willis, Arnold Schwarzenegger, Mel Gibson, Danny Glover, Sylvester Stallone, ou encore Eddie Murphy et Steven Seagal.
Il fut également le producteur de Matrix : les sœurs Wachowski lui proposèrent ce scénario qu'il trouva trop ambitieux pour un premier projet ; ainsi, ils préparèrent pour Silver le film Bound, dans le but unique de se former pour Matrix.
Le 10 juillet 1999, Silver se marie à Karyn Fields[réf. nécessaire].
Malgré cette success-story, Joel Silver est un producteur qui a connu certains échecs financiers. Il est également connu pour son tempérament excentrique : vêtements de sport, haut volume sonore, débit rapide de paroles, sautes d'humeur, ce qui lui a valu d'être parodié dans certains films :
- il joue un réalisateur hystérique dans Qui veut la peau de Roger Rabbit
- Son personnage de producteur dans Grand Canyon (1991), True Romance (1993), and I'll Do Anything (1994)
- dans Tropic Thunder, Tom Cruise joue le rôle de Les Grossman, parodiant ouvertement et cyniquement Joël Silver

De par son tempérament excentrique, et ses échecs financiers, il fut banni de certains studios de cinéma. De fait, pour le tournage de Roger Rabbit, Silver fut nommé par un pseudonyme, jusqu'à la sortie du film.
Son personnage a inspiré Quentin Tarantino pour le personnage Lee Donowitz dans True Romance, producteur au tempérament excentrique et cartoonesque.[réf. nécessaire]
Occasionnellement, Silver a occupé d'autres postes comme celui de réalisateur, pour un épisode de l'anthologie de l'horreur sur HBO, Les Contes de la crypte (série télévisée), série dont il est également un des principaux producteurs.

## Filmographie

### Producteur / producteur délégué

#### Cinéma

##### Années 1980
- 1979 : Les Guerriers de la nuit (The Warriors) de Walter Hill
- 1980 : Xanadu de Robert Greenwald
- 1982 : Jekyll and Hyde... Together Again de Jerry Belson
- 1982 : 48 Heures (48 Hrs.) de Walter Hill
- 1984 : Les Rues de feu (Streets of Fire) de Walter Hill
- 1985 : Comment claquer un million de dollars par jour (Brewster's Millions) de Walter Hill
- 1985 : Une créature de rêve (Weird Science) de John Hughes
- 1985 : Commando de Mark L. Lester
- 1986 : Jumpin' Jack Flash de Penny Marshall
- 1987 : L'Arme fatale (Lethal Weapon) de Richard Donner
- 1987 : Predator de John McTiernan
- 1988 : Action Jackson de Craig R. Baxley
- 1988 : Piège de cristal (Die Hard) de John McTiernan
- 1989 : Road House de Rowdy Herrington
- 1989 : L'Arme fatale 2 (Lethal Weapon 2) de Richard Donner

##### Années 1990
- 1990 : 58 minutes pour vivre (Die Hard 2) de Renny Harlin
- 1990 : Les Aventures de Ford Fairlane (The Adventures of Ford Fairlane) de Renny Harlin
- 1990 : Predator 2 de Stephen Hopkins
- 1991 : Hudson Hawk, gentleman et cambrioleur (Hudson Hawk) de Michael Lehmann
- 1991 : Ricochet de Russell Mulcahy
- 1991 : Le Dernier Samaritain (The Last Boy Scout) de Tony Scott
- 1992 : L'Arme fatale 3 (Lethal Weapon 3) de Richard Donner
- 1993 : Demolition Man de Marco Brambilla
- 1994 : Ri¢hie Ri¢h de Donald Petrie
- 1995 : Le Cavalier du Diable (Tales from the Crypt: Demon Knight) de Ernest R. Dickerson
- 1995 : Assassins de Richard Donner
- 1995 : Fair Game de Andrew Sipes
- 1996 : Ultime décision (Executive Decision) de Stuart Baird
- 1996 : La Reine des vampires (Bordello of Blood) de Gilbert Adler
- 1997 : La Fête des pères (Fathers' Day) de Ivan Reitman
- 1997 : Complots (Conspiracy Theory) de Richard Donner
- 1997 : Double Tap de Law Chi-Leung
- 1998 : L'Arme fatale 4 (Lethal Weapon 4) de Richard Donner
- 1999 : Matrix (The Matrix) des Wachowski
- 1999 : Fausse Donne (Made Men) de Louis Morneau
- 1999 : La Maison de l'horreur (House on Haunted Hill) de William Malone

##### Années 2000
- 2000 : Roméo doit mourir (Romeo Must Die) de Andrzej Bartkowiak
- 2000 : Donjons & Dragons (Dungeons & Dragons) de Courtney Solomon
- 2001 : Hors limites (Exit Wounds) de Andrzej Bartkowiak
- 2001 : Proximity de Scott Ziehl
- 2001 : Opération Espadon (Swordfish) de Dominic Sena
- 2001 : 13 fantômes (Thir13en Ghosts) de Steve Beck
- 2002 : Ritual de Avi Nesher
- 2002 : Le Vaisseau de l'angoisse (Ghost Ship) de Steve Beck
- 2003 : En sursis (Cradle 2 the Grave) de Andrzej Bartkowiak
- 2003 : Matrix Reloaded (The Matrix Reloaded) des Wachowski
- 2003 : Matrix Revolutions (The Matrix Revolutions) des Wachowski
- 2003 : Gothika de Mathieu Kassovitz
- 2005 : La Maison de cire (House of Wax) de Jaume Collet-Serra
- 2005 : Kiss Kiss Bang Bang de Shane Black
- 2005 : V pour vendetta (V for Vendetta) de James McTeigue
- 2007 : Les Châtiments (The Reaping) de Stephen Hopkins
- 2007 : Invasion de Oliver Hirschbiegel
- 2007 : À vif de Neil Jordan
- 2007 : Frère Noël (Fred Claus) de David Dobkin
- 2008 : Speed Racer des Wachowski
- 2008 : RocknRolla (RocknRolla) de Guy Ritchie
- 2009 : Esther (Orphan) de Jaume Collet-Serra
- 2009 : Whiteout de Dominic Sena
- 2009 : Ninja Assassin de James McTeigue
- 2009 : Splice de Vincenzo Natali
- 2009 : Sherlock Holmes de Guy Ritchie

##### Années 2010
- 2010 : Le Livre d'Eli (The Book of Eli) de Albert et Allen Hughes
- 2010 : The Losers de Sylvain White
- 2011 : Sans identité (Unknown) de Jaume Collet-Serra
- 2011 : Sherlock Holmes : Jeu d'ombres (Sherlock Holmes: A Game of Shadows) de Guy Ritchie
- 2012 : Transit d'Antonio Negret
- 2012 : Projet X de Nima Nourizadeh
- 2012 : Dragon Eyes de John Hyams
- 2012 : Piégée (Haywire) de Steven Soderbergh
- 2012 : Gladiators (The Philly Kid) de Jason Connery
- 2012 : Bad Yankee (El Gringo) de Eduardo Rodriguez
- 2012 : The Apparition de Todd Lincoln
- 2012 : 48 heures chrono (The Factory) de Morgan O'Neill
- 2012 : Du plomb dans la tête (Bullet to the head) de Walter Hill
- 2013 : Getaway de Courtney Solomon
- 2013 : Enemies Closer de Peter Hyams
- 2014 : Non-Stop de Jaume Collet-Serra
- 2014 : Veronica Mars de Rob Thomas
- 2016 : The Nice Guys de Shane Black
- 2016 : No Way Out (Collide)  d'Eran Creevy
- 2017 : Bienvenue à Suburbicon (Suburbicon) de George Clooney
- 2018 : Superfly de Director X

##### Années 2020
- 2024 : Road House de Doug Liman

#### Courts métrages
- 1976 : Max de Joe Gilford
- 2001 : The Matrix Revisited (vidéo)
- 2003 : Dernier vol de l'Osiris (The Animatrix: Final Flight of the Osiris) (vidéo)
- 2003 : Animatrix (The Animatrix) (vidéo)

#### Télévision

##### Téléfilms
- 1990 : Parker Kane
- 1991 : Two-Fisted Tales
- 1995 : The First 100 Years: A Celebration of American Movies
- 1995 : W.E.I.R.D. World
- 2001 : Traque sans répit (Jane Doe)
- 2003 : Veronica Mars
- 2003 : Future Tense
- 2004 : Bet Your Life

##### Séries télévisées
- 1997 : Expériences interdites (Perversions of Science)
- 1999 : Action (Action)
- 1999 : Deux privés à Vegas (The Strip)
- 2000 : Freedom (Freedom)
- 2003 : Newton
- 2004 : Next Action Star
- 2005 : The Studio
- 2008 : Moonlight

### Acteur
- 1988 : Qui veut la peau de Roger Rabbit (Who Framed Roger Rabbit) de Robert Zemeckis : Raoul J. Raoul, le réalisateur
- 2001 : Osmosis Jones : le chef de la police (voix)

### Réalisateur
- 1988 : Quelque chose se prépare ou Qu'est-ce qui se mijote? (Somethin's Cookin') - crédité alias Raoul J. Raoul
- 1992 : Les Contes de la crypte (Tales from the Crypt) - 1 épisode